# Xã Young, Quận Dickey, Bắc Dakota
Xã Young (tiếng Anh: Young Township) là một xã thuộc quận Dickey, tiểu bang Bắc Dakota, Hoa Kỳ. Năm 2010, dân số của xã này là 35 người.